# La Portera
La Portera es una aldea o pedanía del municipio de Requena, en la Comunidad Valenciana, España. Perteneciente a la provincia de Valencia, en la comarca de Requena-Utiel.

## Accesos
A La Portera se llega por la Nacional N-330, carretera que la atravesaba hasta hace pocos años. 

## Historia
La Portera debe su nombre a una casa de labor, propiedad de un señor que solo tenía una hija. Esta entró como religiosa en el convento de las Agustinas de Requena, a las que legó como dote dicha casa de labor. La nueva monja ocupó el cargo de portera y siguió administrando la finca.
Así es como lo cuenta Adelo Cárcel en su obra La aldea de La Portera.
En 1870 tan solo existían 20 casas repartidas entre la calle de la Iglesia, la plaza de San José y el camino de Requena a Cofrentes. En la primera mitad del siglo XX la población no dejó de aumentar, hasta llegar en 1950 a 447 habitantes. La emigración reduciría notablemente estas cifras y en 1970 se registraban 342 habitantes. Los últimos censos arrojan una cifra cercana a los 150 habitantes.

## Fiestas
La celebración de San José comienza la víspera, con una cena alrededor de una hoguera en la que los porterenses pueden disfrutar del embutido de la tierra y los vinos de su cooperativa. La mañana siguiente es el momento de honrar al patrón en una Misa, seguida de procesión y de reparto de pan bendito.
Nuestra Señora de la Asunción pasó a formar parte de la vida de La Portera cuando la cercana finca de El Churro donó la imagen a la parroquia. Desde ese mismo momento La Portera ha conmemorado cada 15 de agosto dicha festividad. Cada año por estas fechas la pedanía se llena de propios y extraños y se preparan verbenas, juegos y cucañas, engalanamiento de calles, concurso de paellas, etc.
El día grande comienza con la tradicional Santa Misa y Procesión con pan bendito, y desde el año 1994 se ha incorporado como una tradición más la Ofrenda de Flores y Frutos a la Virgen en la víspera de su festividad.

## Entorno
La Portera está rodeada de bosque y montaña por los cuatro costados ofrece multitud de posibilidades para pasear, ir en bicicleta o pasar una tarde de merienda al aire libre. Uno de los parajes más emblemáticos es Hórtola y su Fuente de la Carrasca.
Uno de los parajes más emblemáticos es Hórtola y su Fuente de la Carrasca. A medio camino entre La Portera y Los Pedrones, este lugar es para muchos cita obligada durante Pascua y Semana Santa.